# Shingeki no Kyojin: Kui Naki Sentaku
Attack on Titan: Kui Naki Sentaku (進撃の巨人悔いなき選択 lit. Titán de Ataque: Sin arrepentimientos?), también conocida como Attack on Titan: No Regrets, es una serie de manga escrita por Gun Snark e ilustrada por Hikaru Suruga, basada en una novela visual homónima. La historia es un spin-off del manga Attack on Titan de Hajime Isayama y se centra en el personaje de Levi Ackerman. La serie fue publicada por Kodansha en Japón y por Kodansha Comics en los Estados Unidos. Una OVA de dos partes fue lanzado entre 2014 y 2015.

## Desarrollo
Antes de que Suruga comenzara el manga, su editora en jefe le sugirió que visitara el Canal de Descarga Subterránea del Área Metropolitana para poder visualizar mejor el Subterráneo donde Levi y los demás viven al principio de la historia. Fue allí cuando Suruga pudo imaginar por primera vez qué tan grande sería un Titán de 18 metros de altura. 
Mientras ilustraba a Levi, Suruga intentó que pareciera más joven que en Attack on Titan . Ella notó que su falta de emotividad hacía difícil elegir qué expresiones darle mientras ilustraba. Con Isabel, Suruga intentó transmitir un personaje "optimista y enérgico" que, aunque "muy lindo", era tan capaz de luchar contra los Titanes como cualquier otra persona.  Suruga tuvo dificultades para ilustrar la cara de Farlan, ya que quería darle características que lo distinguirían claramente de los otros dos personajes principales. A pesar de eso, le pareció sorprendentemente fácil copiar el peinado del personaje del diseño original del personaje de Namaniku en el manga de Isayama.

## Contenido de la obra

### Novela visual
Dos novelas visuales escritas por Gun Snark, fueron lanzados con los conjuntos Blu-ray tercero y sexto del anime , el 18 de septiembre de 2013 y el 18 de diciembre de 2013, respectivamente.  Los diseños de los personajes fueron proporcionados por Namaniku ATK, también de Nitroplus.

### Manga
La serie está escrita por Gun Snark e ilustrada por Hikaru Suruga. Un capítulo de prólogo se publicó en el número de noviembre de 2013 de la revista de manga Shōjo de Kodansha, Aria, el 28 de septiembre de 2013. El prólogo se volvió a publicar en el número de diciembre el 28 de octubre de 2013, después del primer número que lo contenía. Se agotó rápidamente. La serie regular comenzó en la edición de enero de 2014 el 28 de noviembre de 2013. Kodansha tomó la decisión de aumentar 5 veces la tirada de la revista (500%) debido a la popularidad de la serie, comenzando en enero de 2014. problema. Cuando volvieron a imprimir el número el 16 de diciembre de 2013, volvieron a aumentar el número de copias, lo que hizo que la impresión total se multiplicara por 10 (1000%) con respecto a las ventas mensuales registradas de 13,667 copias. Se publicó un capítulo especial en el número de mayo de 2014 de la revista Monthly Shōnen Sirius de Kodansha el 25 de marzo de 2014. La serie terminó en el número de agosto de 2014 el 28 de junio de 2014. 
Después de que se publicó el primer volumen, la decisión de reimprimirlo se produjo el mismo día. Un folleto con un conjunto de bocetos de personajes y el capítulo del prólogo se incluyó en una edición especial del volumen.
Kodansha Comics anunció su licencia para la serie en su panel de New York Comic Con el 11 de octubre de 2013. 

### OVAS
Se anunció una adaptación de dos episodios de anime OVA en el volumen 14 de Attack on Titan. Los OVA fueron producidos por el mismo personal que produjo la serie de televisión Attack on Titan . Los episodios fueron dirigidos por Tetsurō Araki y escritos por Yasuko Kobayashi , con animación de Wit Studio . Los diseños de personajes fueron proporcionados por Kyoji Asano. La canción insertada es "So ist es immer" (Just Like it Always is) de Hiroyuki Sawano.  Las OVAs tuvieron de seiyu a Hiroshi Kamiya como Levi, Daisuke Ono como Erwin Smith,  Kōji Yusa como Furlan, y Mariya Ise como Isabel. El primer episodio se incluyó con el volumen 15 del manga de Isayama el 9 de diciembre de 2014, y el segundo episodio se incluyó con el volumen 16 el 9 de abril de 2015. 
El 15 de enero de 2016, Kodansha Comics anunció que lanzaría los dos episodios con las ediciones especiales de los volúmenes 18 y 19 del manga, el 5 de abril de 2016 y el 2 de agosto de 2016, respectivamente.